# Laze pri Dolskem
Laze pri Dolskem – wieś w Słowenii, w gminie Dol pri Ljubljani. W 2018 roku liczyła 244 mieszkańców.